# 派恩 (科羅拉多州)
派恩（英語：Pine）是位於美國科羅拉多州傑佛遜縣的一個非建制地區。該地的面積和人口皆未知。

## 地理
派恩的座標為39°24′36″N 105°19′19″W / 39.41000°N 105.32194°W，而該地的平均海拔高度為1609米（即5280英尺）。